# Скаржиско-Каменна
Скаржѝско-Камѐнна (на полски: Skarżysko-Kamienna) е град в Полша, Швентокшиско войводство. Административен център е на Скаржиски окръг. Обособен е като самостоятелна градска община с площ 64,39 км2.